# Annie (sanger)
 For alternative betydninger, se Annie. (Se også artikler, som begynder med Annie)
Annie er kunstnernavnet for Anne Lilia Berge Strand (født 21. november 1977 i Trondhjem), en popsangerinde, der kommer fra Bergen i Norge.
I 1999 indledte Annie et forhold til og et samarbejde med den unge (nu afdøde) producer Tore Andreas Kroknes – kaldet Erot. Første udspil fra deres hånd er i dag lidt af en undergrunds-dancepop-kult-klassiker, nemlig "The Greatest Hit" bygget over Madonnas "Everybody".
Annie hittede i 2004 med nummeret ”Chewing Gum” produceret af Richard X (The Sugababes, Bertine Zetlitz).
Röyksopp har produceret et par af numrene til Annies debut Anniemal. Af samme grund måtte de sige nej tak til både Britney Spears og Pet Shop Boys, der også gerne ville have haft produktionshjælp af de norske electronica-stjerner[kilde mangler].

## Diskografi
- Anniemal (2004)
- Don't Stop (2008)
- Dark Hearts (2020)